# Derrag
Derrag là một đô thị thuộc tỉnh Médéa, Algérie. Dân số thời điểm năm 2002 là 7.695 người.